# Luke Glenna
Luke Glenna (Edina, 7 febbraio 2000) è un giocatore di football americano statunitense, che gioca come safety per i Nordic Storm.
Dopo aver giocato per la squadra universitaria statunitense dei St. Thomas Tommies, nel 2023 si trasferisce in ELF agli spagnoli Barcelona Dragons e l'anno successivo ai Madrid Bravos. Gioca la stagione 2025 con i Nordic Storm.